# Ultra Density Optical
Ultra Density Optical (UDO) — формат оптичного диска для зберігання відео високої чіткості, запропонований в 2000 році.
UDO є картридж 5,25" з оптичним диском всередині. Обсяг диска на даний момент складає від 60 Гб до 120 Гб[джерело?]. Для запису може використовуватися як червоний лазер (650 нм), так і синьо-фіолетовий (405 нм), причому в другому випадку максимальний обсяг диска може досягати 500 Гб[джерело?].
Накопичувачі створені на базі технології UDO (Ultra Density Optical), яка є власною розробкою компанії Plasmon і ґрунтується на ультращільний записи блакитним лазером. При записи використовується ефект фазового переходу речовини (PCM).
UDO-бібліотеки можуть служити в PACS-системах архівом медичних зображень певної давності (від 1 до 5 років) для подальшого порівняльного аналізу з поточними діагностичними даними.

## Історія
Розробка UDO почалася в червні 2000, а вже в листопаді 2000 року Sony анонсувала першу версію формату, на дисках могло зберігається до 30 ГБ. Розробкою формату займаються такі компанії як Sony, Hewlett-Packard, Verbatim і інші.
У 2007 році був введений формат UDO2, що збільшив ємність до 60 ГБ.